# Jabal Sawda
Jabal Sawda is het hoogste punt van Saoedi-Arabië. Jabal Sawda heeft een hoogte van 3133m. Jabal betekent in het Arabisch berg dus de naam van het hoogste punt is Sawda, dus Jabal Sawda staat voor de berg Sawda. Jabal Sawda ligt kort bij de stad Abha, de hoofdstad van de provincie Asir.    